# Économie de la république du Congo
L'économie de la république du Congo repose principalement sur l'exploitation des hydrocarbures le long de la côte atlantique. Le bois, les services, et une agriculture embryonnaire constituant le reste de l'activité. Le Congo est un pays en développement, inclus dans l'Initiative pays pauvres très endettés (IPPTE).
Les deux piliers de l'exportation sont le bois et le pétrole tous deux exploités, principalement, par des compagnies françaises qui versent en contrepartie des devises à l'État.
Le bois représente une part importante des exportations du Congo : acajou, okoumé, limba, etc. L'activité industrielle repose sur la production de biens de consommation : le tabac, le ciment, le textile, le savon, les boissons alcoolisées, les chaussures, etc. Plus de 95 % du commerce est aux mains d'étrangers ou de personnes d'origine étrangère[réf. nécessaire].

## Secteur économique

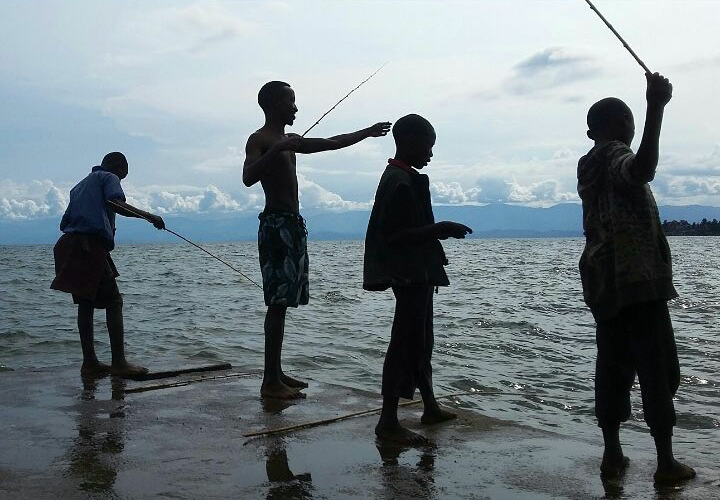
Pêche artisanale.

### Secteur primaire
Agriculture : le manioc (tapioca) représente 90 % de la production alimentaire, sucre, riz, blé, arachides, légumes divers, café, cacao.
Pétrole (4e producteur d’Afrique Subsaharienne ), bois, manganèse, gaz naturel, or, fer, diamant, plomb, cuivre, potasse, zinc.

## Revenus pétroliers
Les ressources pétrolières du Congo sont gérées par une compagnie pétrolière d'État (la Société nationale des pétroles du Congo ou SNPC), dirigée en 2008 par Denis Gokana.
Depuis 1976, le raffinage du pétrole est effectué à Pointe-Noire, la capitale économique du Congo. Il fournit 90 % des recettes de l'État, et constitue le même pourcentage des exportations.
Avec une croissance annuelle du PNB de 5 %, l'un des taux les plus forts d'Afrique, au début des années 1980, la forte croissance des revenus pétroliers a permis au Congo de financer des projets de développement à grande échelle.
Par la suite, la chute des cours du brut a réduit de moitié le PNB La dévaluation de 50 % du franc CFA, le 12 janvier 1994, a provoqué un taux record d'inflation de 61 % la même année.
Globalement, la situation s'est dégradée entre 1992 et 1997 par des dettes lourdes engagées alors par les autorités sur les ressources pétrolières, dans le but de financer les guerres tribales. Les revenus pétroliers de l'État congolais se chiffrent à environ 6 milliards USD, mais la moitié de la population vit en dessous du seuil de pauvreté de 1 dollar US par jour. L'enlisement dans la mauvaise gouvernance et le manque de véritable stratégie pour le développement économique et social ont fait inscrire le Congo, malgré la richesse et la diversité de ses ressources, à l'initiative de Pays Pauvre Très Endetté (PPTE).
En novembre 2021, Bruno Itoua, alors ministre de l'énergie et des hydrocarbures, annonce que son gouvernement se donne un an pour parvenir un accord avec le Suisse Glencore pour renégocier sa dette. La chute du prix du baril a causé des retards de remboursement pour ce prêt contracté en 2016 auprès de Glencore. Le gouvernement congolais n'exclut pas d'intégrer une tierce partie dans le deal pour l'aider à racheter sa dette auprès de la compagnie suisse.
En avril 2022, l'Italien ENI et le gouvernement du Congo signent un nouvel accord pour augmenter la production de gaz, notamment avec le développement d'un projet de gaz naturel liquéfié (GNL). L'exploitation, qui ambitionne une capacité de plus de 3 millions de tonnes par an (soit plus de 4,5 millions de mètres cubes par an), verra son surplus exporté vers l'Italie qui est à la recherche de nouvelles solutions pour l'approvisionnement en gaz à la suite de l'éclatement du conflit russo-ukrainien.

## Finances publiques
En 2010, le Club de Paris (groupe informel de créanciers publics) et le FMI annulent une partie de la dette d'un Congo au bord de la faillite, lui permettant de revenir à un endettement équivalent à 20 % du produit intérieur brut congolais.
En mars 2017, le gouvernement annonce un endettement équivalent à 77 % du PIB, réévalué par le FMI à environ 8 milliards d’euros, soit 110 % du PIB.
A la fin de l’année 2017, la République du Congo est ainsi pour la seconde fois en sept ans au bord de la faillite. Cette situation est due à l’effondrement des cours pétroliers mais aussi aux détournements de fonds massifs opérés par les cercles du pouvoir.
L’allègement de la dette par le FMI est soumis à un certain nombre de conditions, parmi lesquelles la renonciation aux préfinancements pétroliers (emprunter de l’argent contre la promesse d’un remboursement à moyen ou à long terme grâce à la production d’hydrocarbures) car ces prêts gagés sur les produits pétroliers sont souvent coûteux pour le pays, ne permettent pas de gérer sainement les comptes publics et servent souvent d'instrument au détournement d'une partie des revenus pétroliers (comme l'a notamment démontré l'affaire Gokana en 2005). Les autorités sont donc enjointes à engager des « réformes de gouvernance audacieuses et immédiates ».